# Björsäters landskommun, Västergötland
Björsäters landskommun var en tidigare kommun i dåvarande Skaraborgs län.

## Administrativ historik
Kommunen inrättades i Björsäters socken i Vadsbo härad i Västergötland när 1862 års kommunalförordningar trädde i kraft. 
Vid Kommunreformen 1952 uppgick kommunen i Lugnås landskommun som 1971 uppgick i Mariestads kommun.